# Tego Calderón

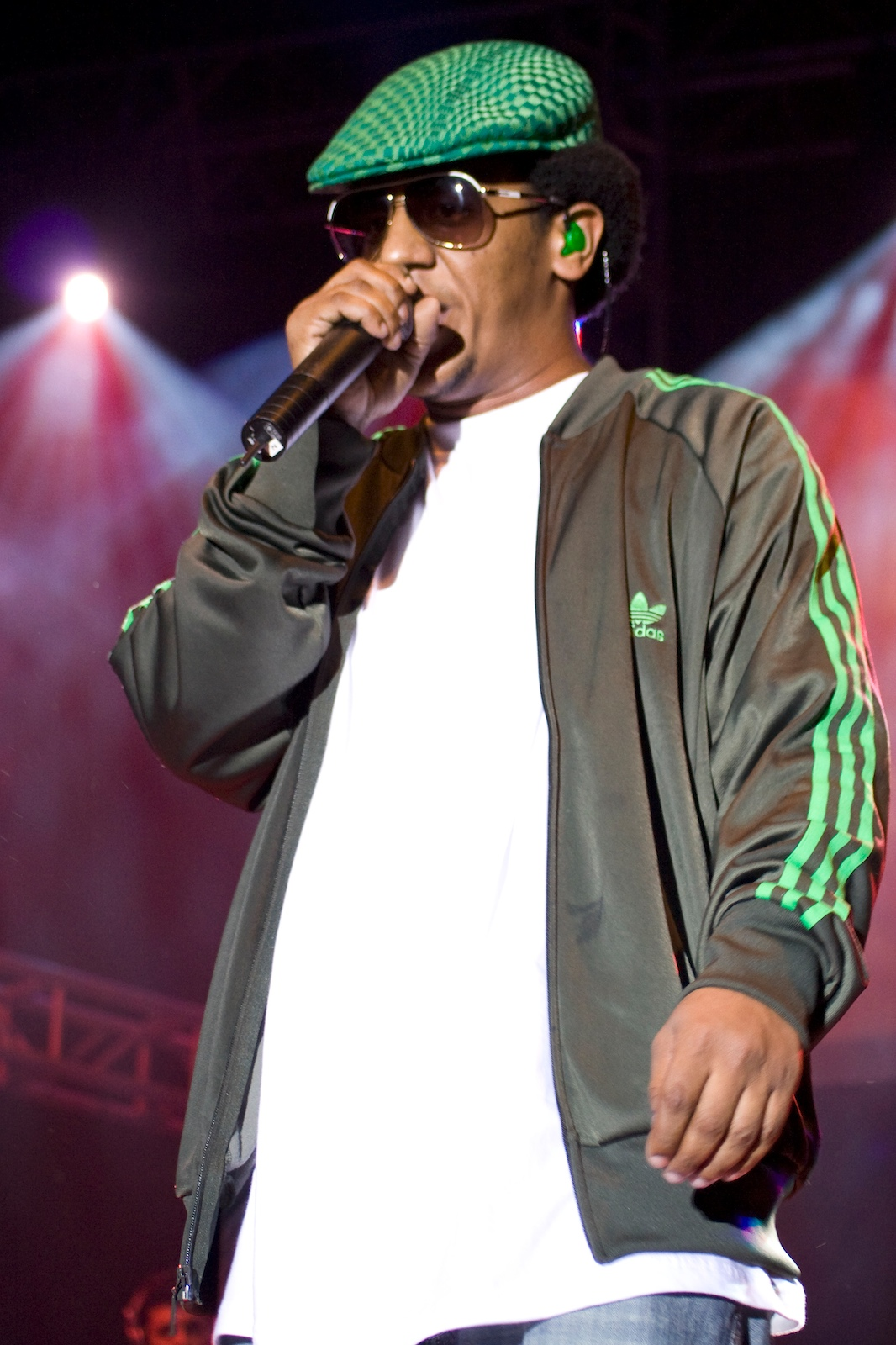
Tego Calderón (2007)

Tego Calderón, eigentlich Tegui Calderón Rosario (* 1. Februar 1972 in Santurce, Puerto Rico) ist ein populärer Hip-Hop-Musiker, der mit den Genres Reggaetón, Hurban (Hispanic Urban) und Salsa assoziiert ist. Des Weiteren ist er auch Schauspieler. Obwohl Tego Calderon teilweise an Reggaetón-Produktionen beteiligt ist, sieht er sich selbst als Rapper und Vertreter des Latin Hip-Hop. Tego Calderón ist auch unter seinen Spitznamen El Abayarde bekannt.

## Leben
Aufgewachsen ist er in Carolina (Puerto Rico) und Florida.
2002 erschien sein erstes Album "El abayarde", welches überwiegend vom dominikanischen Reggaeton-Duo Luny Tunes produziert wurde und ihn zu einem Star in ganz Lateinamerika machte.
Seitdem ist er auch häufig als Gastmusiker und in Remixes zu hören (zum Beispiel Yeah! von Usher, Oye mi canto von N.O.R.E. & Nina Sky, Envidia von Aventura, Mundian To Bach Ke (Furia de mentira) von Panjabi MC, Latin Thugs (Llegaron los meromeros) mit Cypress Hill, Lean Back von Fat Joe, zusammen mit Don Omar im Reggaeton-Remix von We Fly High von Jim Jones oder I Wanna Fuck You von Akon und Snoop Dogg).
Häufiger unternimmt der eigentliche Reggaetón-Künstler Tego Calderón auch musikalische Ausflüge in andere Genres. Bereits auf seinem ersten Album El Abayarde war auch ein Salsa-Track zu hören (Planté bandera). Später folgten unter anderem weitere Salsa-Tracks (zum Beispiel Che che colé mit Víctor Manuelle, Llora, llora und Llámame mit Óscar d’León oder Quítate tú pa' ponerme yo mit Eddie Dee, Julio Voltio, Ivy Queen und Zion y Lennox), ein Blues (Mardi gras) und ein jamaikanisch anmutender Reggae-Song (Chillin’ mit Don Omar), welche die stilistische Vielseitigkeit Tego Calderóns zeigen.
Tego Calderón war auf berühmten Compilations vertreten, zum Beispiel auf „DJ Nelson presenta Luny Tunes y Noriega: Más flow“ (2003), welcher 2004 mit zwei Latin Billboard Awards ausgezeichnet wurde (mehr Info im Artikel: Luny Tunes), oder auf 12 Discípulos von Eddie Dee.
Darüber hinaus ist sein Song "Mil Cosas" auf dem Playstation-Spiel NBA Live 2006 vertreten.
Auch der Remix seines Songs Guasa Guasa (feat. Julio Voltio) wurde im Film Crank verwendet.
Sein Debüt als Schauspieler hat "Tego Calderón" im Jahre 2007 in "Tödliche Währung - Abgerechnet wird zum Schluss" sowie in den Teilen Fast & Furious - Neues Modell. Originalteile" (2009) und "Fast & Furious Five" (2011), sowie in einem Kurzauftritt in "Fast & Furious 8".

## Diskografie

### Alben
- 2002: El Abayarde
- 2004: El Enemy De Los Guasibiri
- 2006: The Underdog / El Subestimado
- 2007: El Abayarde contra-ataca
- 2015: El que sabe sabe

### Lieder
- 2003: Pa’ Que Retozen (ES: ×2Doppelplatin )[2]
- 2005: Bandoleros (mit Don Omar, ES: Gold)
- 2018: Punto y Aparte (ES: Gold)
- 2020: Jangueo (mit Anuel AA, ES: Platin)

Gastmusiker auf folgenden Alben
- 2003: DJ Nelson presenta Luny Tunes y Noriega: Más Flow – Titel: Métele sazón
- 2004: Luny Tunes: La Trayectoría – Titel: Al Natural u. Báilalo como tú quieras
- 2004: Eddie Dee: 12 Discípulos – Titel: Punto y aparte u. Quítate tú pa' ponerme yo
- 2004: Cypress Hill: Till Death Do Us Part – Titel: Latin Thugs
- 2005: Yaga y Mackie: La Moda – Titel: Fuego
- 2005: Don Omar: Los Bandoleros – Titel: Bandoleros (Duett mit Don Omar)
- 2006: Luny Tunes y Baby Ranks: Más Flow 2 – Titel: Mírame (mit Deevani u. Daddy Yankee)
- 2006: Julio Voltio: Voltio – Titel: Julito Maraña (Duett mit Julio Voltio)

## Filmografie (Auswahl)
- 2007: Tödliche Währung – Abgerechnet wird zum Schluss (Illegal Tender)
- 2009: Los Bandoleros (Kurzfilm)
- 2009: Fast & Furious – Neues Modell. Originalteile. (Fast & Furious)
- 2011: Fast & Furious Five (Fast Five)
- 2017: Fast & Furious 8 (Fast & Furious 8)